# اعتصام رابعة العدوية
اعتصام رابعة العدوية هو اعتصام لمؤيدي بقاء محمد مرسي رئيسا للجمهورية، بدأ الاعتصام في ميدان رابعة العدوية شرقي القاهرة يوم 21 يونيو 2013 وانتهي في يوم 14 أغسطس من نفس العام. فبدايته تزامنت مع اعتصام معارضي الرئيس محمد مرسي بميدان التحرير تنديدًا بسياسياته ومطالبته بالتنحي، فخرج عشرات الآلاف من مؤيدي بقاء محمد مرسي من أطياف أخرى كثيرة من الشعب المصري ليست منتسبة لجماعة الإخوان المسلمين للإعتراض علي دعوات إسقاط محمد مرسي واتخذوا من رابعة العدوية مقرا لاعتصامهم منذ يوم 21 يونيو بجانب اعتصامات ومظاهرات حاشدة في عدة محافظات أخري كإعتصام ميدان القائد إبراهيم في الإسكندرية واعتصام ميدان النهضة بالجيزة وميدان رمسيس بالقاهرة وميدان الشون بالمحلة الكبرى، وأمام الحرس الجمهوري، قُدر عدد معتصمي رابعة قبل يوم من الفض بنحو 80 الفًا. واتخذ مؤيدو مرسي شرعية الرئيس محمد مرسي من كلمة الشرعية شعارًا لهم، فنصبوا الخِيام الواحدة تلو الأخرى بالميدان في إشارة لوجود دعم من جزء آخر لا يستهان به من الشعب لشرعية الرئيس المُنتَخب في مواجهة المهلة والشروط التي فرضتها القوات المسلحة عليه للخروج من الأزمة، ثم جاء قرار القوات المسلحة بعزل الرئيس عن الحكم، وهو ما اعتبرته مؤيدو الرئيس محمد مرسي انقلابًا عسكريًا، في حين رأي معارضوه أنه إستجابة لثورة شعبية.

## ميدان رابعة العدوية
ميدان رابعة العدوية هو المكان الذي اتفق عليه أنصار الرئيس السابق محمد مرسي ليعتصموا فيه لحين تنفيذ مطالبهم وهي عودة الرئيس محمد مرسي إلى الحكم مرة أخرى. وازداد الأمر إصرارًا منهم بعد خطاب الفريق أول عبد الفتاح السيسي الذي جاء بعد مظاهرات 30 يونيو. ويعتبر ميدان رابعة أحد المناطق الراقية في مدينة نصر بالقاهرة، وزادت شهرته في الآونة الأخيرة لأنه أصبح منافسا لميدان التحرير، بل ورمزا يستخدمه المدافعون عن الشرعية. وقد ظهرت إشارة تحمل اسم هذا الميدان بعد فض قوات الجيش والشرطة لاعتصام مؤيدي الشرعية به بالقوة.

## تضارب الأراء حول اعتصام رابعة العدوية

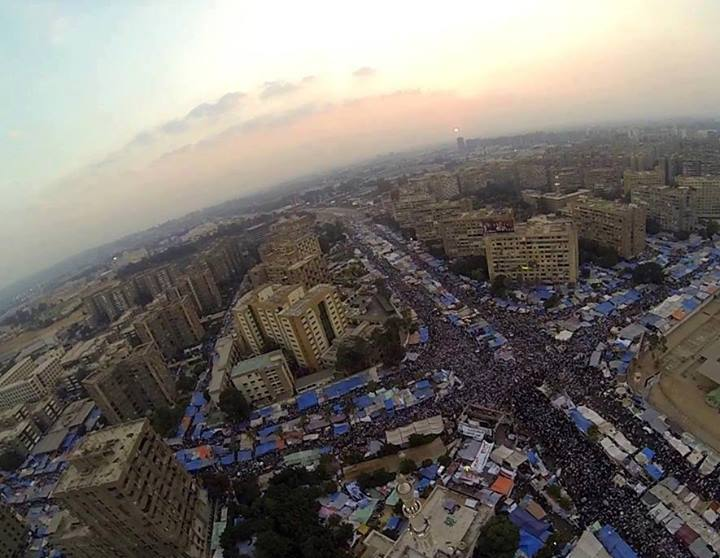
صورة جوية لإعتصام أنصار محمد مرسي في ميدان رابعة العدوية.

في الوقت الذي سعى فيه البعض إلى فض اعتصام رابعة العدوية أمثال الشيخين محمد حسان ومحمد حسين يعقوب بطريقة سلمية، ظهر تضارب في الآراء حول الاعتصام ذاته، وكيفية فض الاعتصام من جانب كل من أتفق مع الاعتصام؛ كذلك يظهر على الجانب الآخر من يرفض الاعتصام وكيفية فضه بأي طريقة.
لكن كان من الواضح أن الجميع متفق على الاعتصام وأنه حق مكفول للجميع ولكن اشترط ذلك أن يكون الاعتصام سلمي وهو شرط من أجل حماية المواطنين والحفاظ على الأمن القومى. وصرَّح التحالف الوطني لدعم الشرعية بأن الاعتصام قائم حتى عودة الشرعية وأنهم متمسكون بمطلبهم وقالوا لوزير الدفاع والمجلس العسكرى بأن أمن المعتصمين في رقبة الجيش.

## الآراء حول فض اعتصام رابعة العدوية
اختلفت الآراء تجاه فض اعتصام رابعة العدوية ما بين قبول فض الاعتصام بأي طريقة، وبين فض الاعتصام بطريقة سلمية، أو رفض فضه مطلقا. وتعددت الآراء لذلك فنجد على سبيل المثال:

صورة من بعض الشيوخ

وأضاف في برنامج الحياة اليوم مع شريف عامر، على قناة الحياة[ ؟ ]، أنه إذا لم يكن هناك بديل عن استخدام القوة في فض مظاهرات رابعة العدوية سنفعل ذلك في حدود أقل الخسائر، كما قال إنه لا يمكن أن يسمح بترويع الشعب مضيفا أن: «تطبيق القانون في هذا الموضوع لا يحتاج لبحث».
وتحدث البرادعي عن 30 يونيو، فقال هي ليست بثورة جديدة بل هي تصحيح لثورة 25 يناير، مؤكدا أن مصر لا تتعرض لضغوط من الرأى العام العالمي ومشددًا على أن الولايات المتحدة قالت بصراحة أن ما حدث في مصر ثورة شعبية لتجنب حرب أهلية.

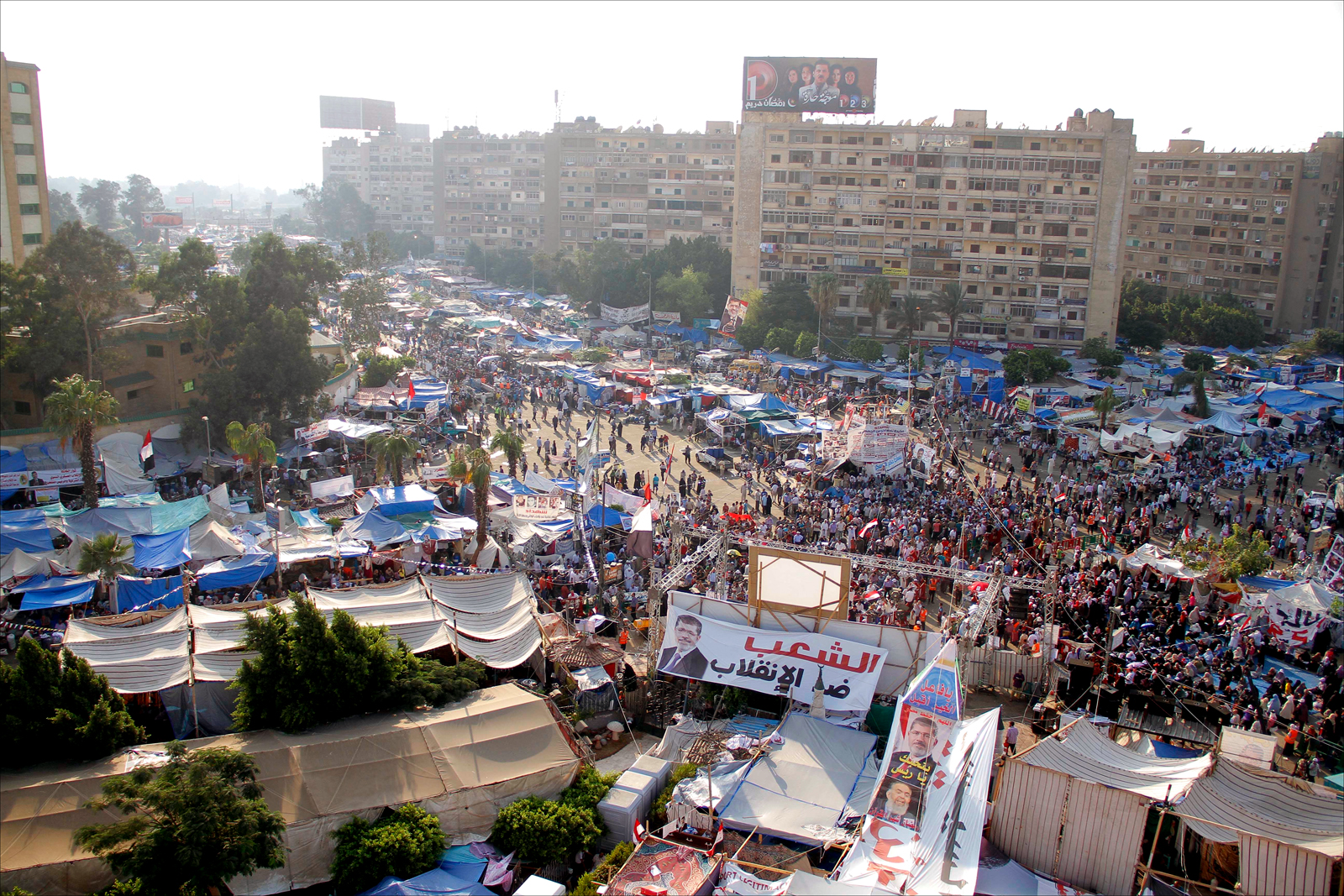
صورة من المظاهرات

وبخصوص مختلف القوى السياسية المصرية، فقد أيدت مختلف التيارات المدنية كأحزاب جبهة الإنقاذ وحركة تمرد بيان مجلس الوزراء، بحسب استطلاعات للرأي لصحف كالشروق والأهرام والأخبار واليوم السابع. أما أحزاب القوى الإسلامية كالحرية والعدالة وحزب الوسط وحزب البناء والتنمية وحزب النور وحزب الوطن فرفضت فض الاعتصام بالقوة. ولفتت جريدة الشروق إلى مخاوف حقوقية من وقوع مذبحة، وتناولت رفض حركة شباب 6 أبريل -جبهة أحمد ماهر- فض الاعتصام بالقوة، مشددة على تمسكها بالحل السياسي، وفي نفس الوقت محاسبة المحرضين على انهيار الدولة، ومطالبة بالسماح بتفتيش الاعتصام من قبل منظمات حقوقية.
وقد ذكرت صحيفة الأهرام في افتتاحيتها إلى أن مصر الآن أمام خيارين: إما الفوضى وتوابعها، أو دولة القانون، حيث رأت عدم معقولية قطع أوصال العاصمة باحتلال الميادين العامة حتى لو كان بغرض التظاهر السلمي، ناهيك عن وجود شكوك تتعلق بانتفاء صفة السلمية عن تلك الاعتصامات بوجود أسلحة ومتفجرات. ورأت الجريدة القومية أن استمرار هذا الوضع المزري يكرس العشوائية والفوضى ويعوق جهود التنمية الاقتصادية والاجتماعية والإصلاح السياسي. وفي تقرير لها، كتبت الأهرام عن شروط تضعها القوى السياسية لعودة الإخوان إلى السياسة، منها تجريم التنظيم الدولي، ومحاكمة المجرمين وإجراء مراجعات فكرية، وفصل العمل الدعوي عن السياسة، وتقنين أوضاع الجماعة وإخضاعها لرقابة أجهزة الدولة ومؤسساتها.

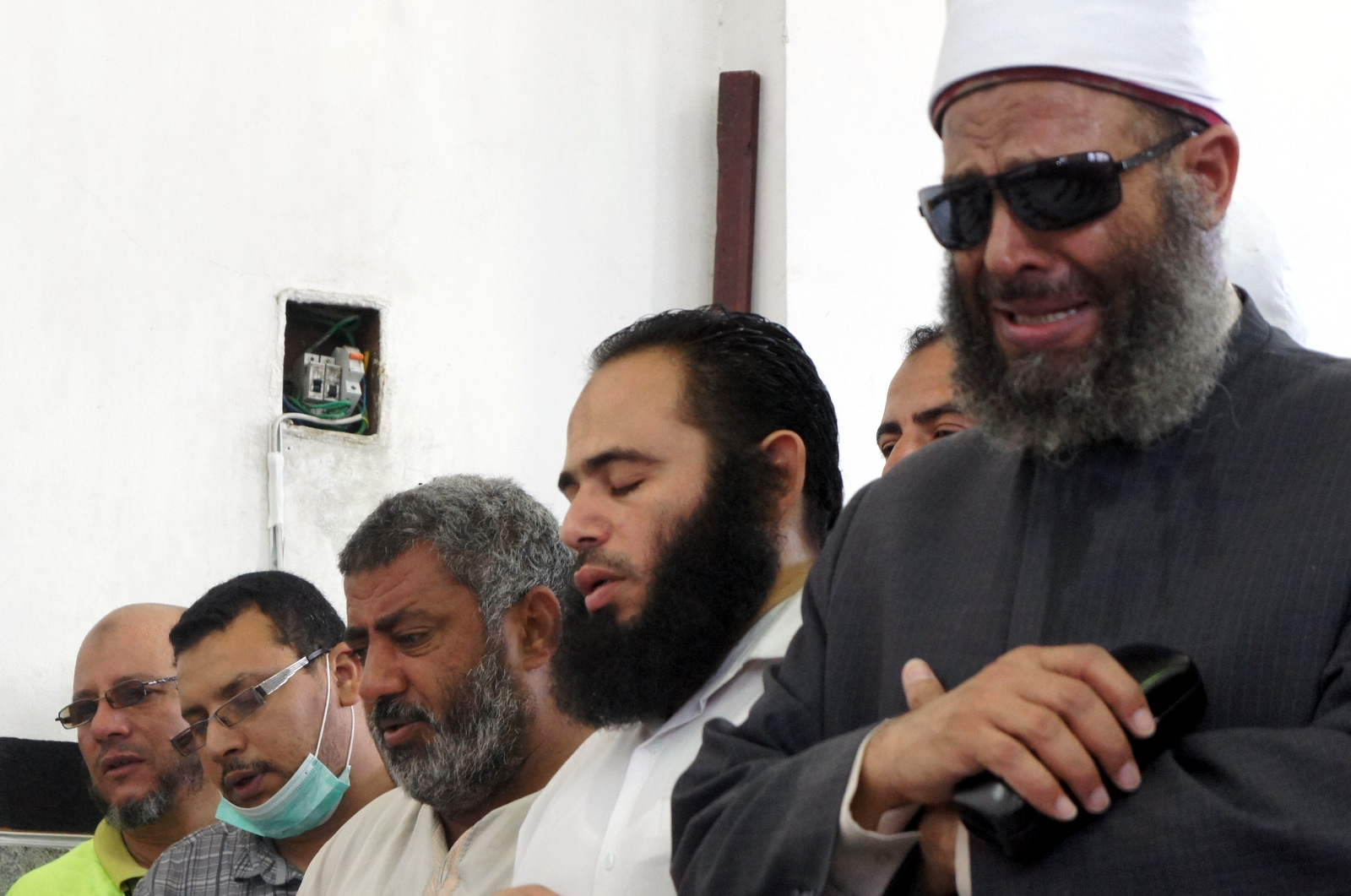
إقامة صلاة الجنازة على قتلى في المستشفى الميداني

على العكس فقد وصف مدير تحرير الشروق وائل قنديل  ما تعيشه مصر بأنه «نوع من الليبرالية المتوحشة» التي لا يستشعر أصحابها وخزا لضمائرهم وهم يوفرون الغطاء السياسي والأخلاقي لقرار حكومة الانقلاب بمحو اعتصامي رابعة العدوية والنهضة من الوجود.
كما كتبت جريدة الحرية والعدالة تحت عنوان "الصمود" إن مصر تقف اليوم ضد الانقلاب، حيث أبرزت دعوة "تحالف الشرعية" الشعب المصري لاستكمال ثورته. وأوردت الجريدة الناطقة الرسمية باسم حزب الحرية والعدالة الذراع السياسي لجماعة الإخوان المسلمين تصريحات القيادات الإخوانية والقوى السياسية الرافضة لاستخدام العنف من قبل الداخلية، كالشيخ محمد حسان الذي رأى أن الخوض في الدماء هو التهديد الحقيقي للأمن القومي، وكذلك الموقعين على مبادرة "المسار الديمقراطي في مواجهة الانقلاب العسكري" الذين حملوا السلطات كل المسؤوليات عن فض هذه الاعتصامات بالقوة وما يترتب عليها من إزهاق الأرواح وإراقة الدماء، وأيضا وصف منظمة العفو الدولية لقرار الفض باعتباره مخالفا للمعايير الدولية. وغطت الجريدة المظاهرات والمسيرات التي شهدتها مختلف محافظات مصر ردا على بيان فض الاعتصام، إضافة إلى الاستعداد لتنظيم مسيرات في مليونية اليوم تحت مسمى "مصر ضد الانقلاب.
ونشر الدكتور نبيل الفولى مقالا قبل فض الاعتصام قال فيه:

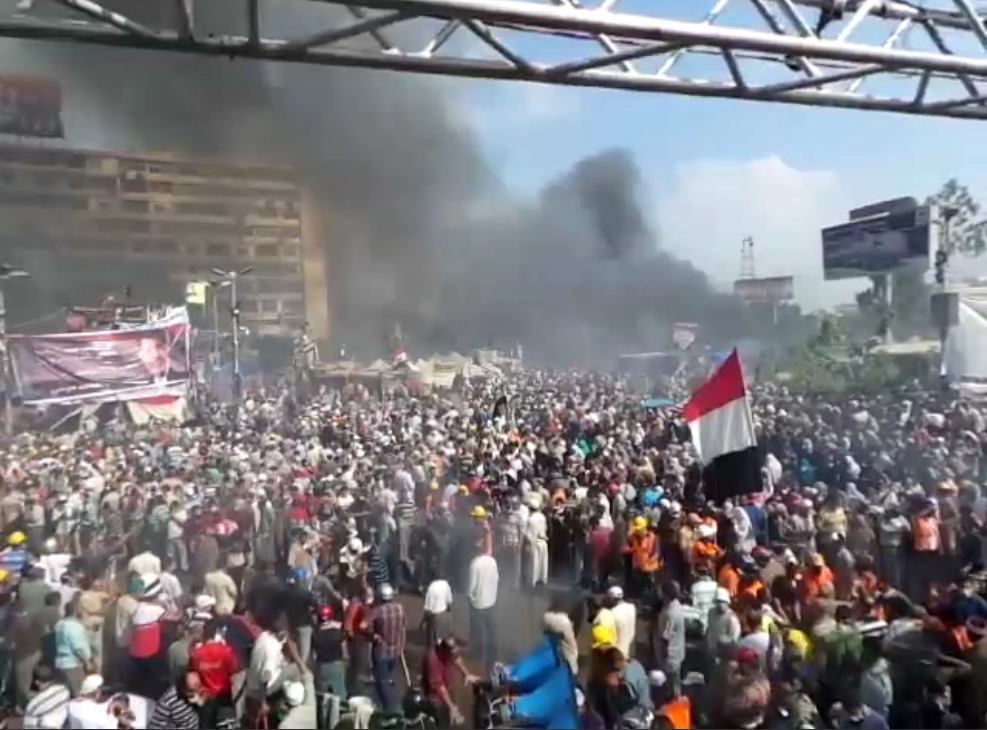

آراء القوى الإسلامية :
قال «نزار غراب» المحامي والقيادي بالسلفية الجهادية، أن المشهد برمته يوضح مأساة المصريين، وعند حكم الرئيس مرسي كانت هناك اعتصامات كثيرة ضده، وكان يُرحب بها، وهذا لأنه كان يحترم حقوق الإنسان في التعبير، وهذه من مكتسبات ثورة 25 يناير.

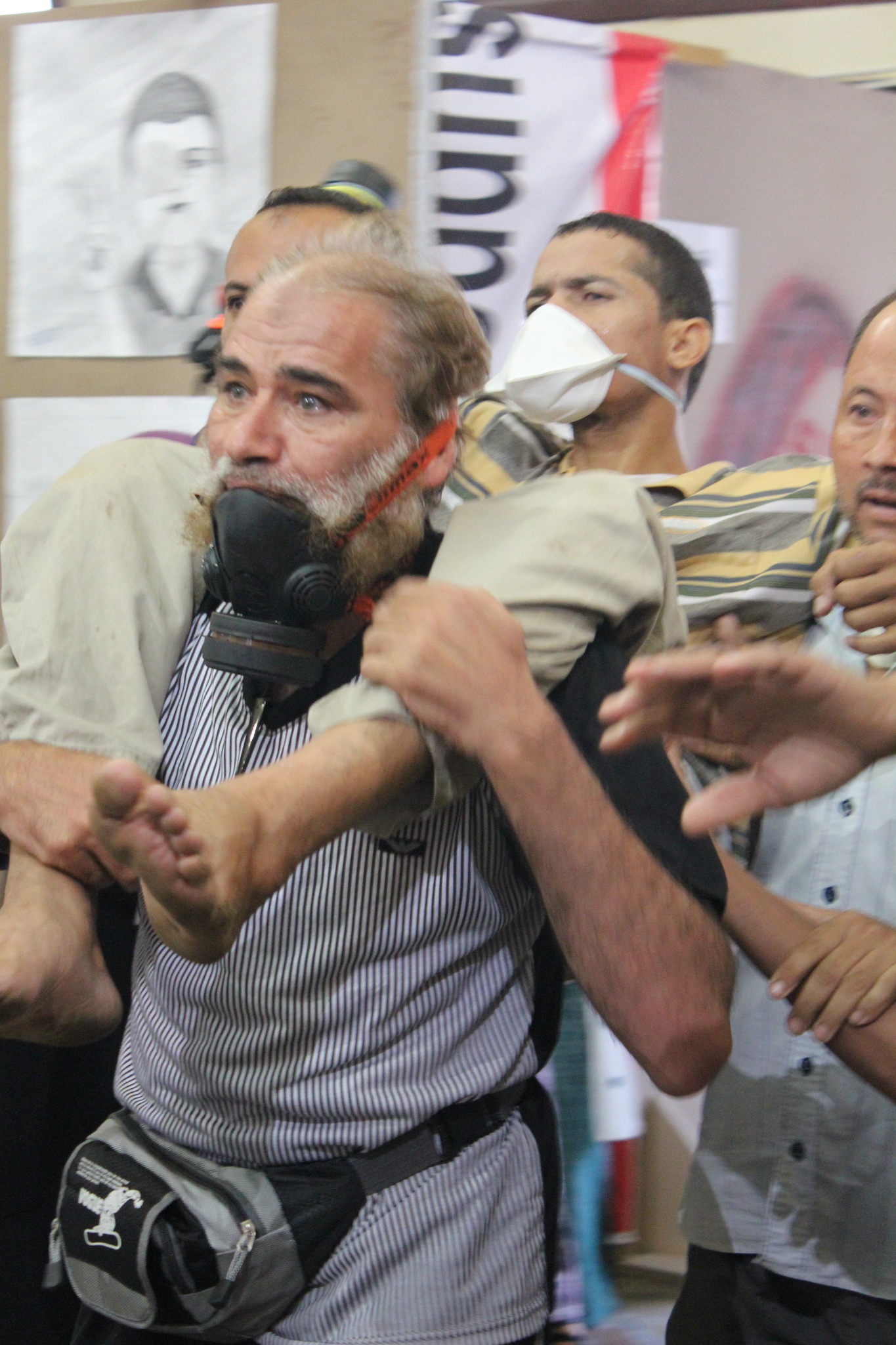
المستشفي الميداني في رابعة.

كما أوضح غراب "أنه بعد الانقلاب العسكري، أصبحت كل من له رؤية سياسية، تعتبر جريمة وشئ غير مقبول، وأصبح شئ ينبغي القضاء عليه، وهذه حالة تمر بها بلادنا الآن، وعن الأحداث فإنها تصب في خانة غلق طرق التعبير السلمي، وتدعم الأفكار التي بدأت منذ الستينيات، والحقوق لا تؤخذ بالقوة، ولن يكون في صالح أحد، وهذا يعتبر توليد لرحم الديكتاتورية، وتوليد للفاشية العسكرية، وهدم للدساتير والقوانين، وأضاف جمال شحاتة القيادي بحزب الحرية والعدالة، أن الدكتور الببلاوي كان مستشاراً في وقت أحداث ماسبيرو عندما قُتل أكثر من 20 شخصاً، وطلب الاستقالة وفي حكم الدكتور محمد مرسي رأينا أكثر من 32 مليونية و5000 وقفة احتجاجية، بدون سلمية، ورغم ذلك لم يفض الاعتصام بالقوة.
على الجانب الآخر، قال مختار نوح المحامي، والقيادي السابق بجماعة الإخوان المسلمين، أنه يرفض فض أي اعتصام بالقوة، وإذا تم فض الاعتصام بالقوة ستكون هناك خسائر من الجانبين. وأضاف «نوح» أنه يجب علي قوات الأمن استخدام أسلوب أمني حرفي في فض الاعتصام، بمحاصرتهم، وتشغيل الميكروفونات، وإنذارهم، والسماح لهم بالخروج دون مضايقات.
أما بالنسبة لآراء المثقفين، فاختلفت آراء بعض المثقفين حول طرح مبادرة للحوار مع معتصمي رابعة العدوية لحقن الدماء المصرية، وذلك نتيجة لسقوط قتلة من مناصري الرئيس محمد مرسي، في شارع النصر، حيث أكد البعض ضرورة عمل المبادرة لوقف نزيف الدماء والحفاظ على استقرار البلاد، بينما رأى آخر معارض لها أن الذين يقومون على المبادرة ليس لهم أية صفة.
أما فيما يخص تصريحات مجلس الوزراء بخصوص قرار فض الاعتصام، قال عبد الغفار شكر، رئيس حزب التحالف الشعبي، إن الرسالة التي أراد الدكتور حازم الببلاوى إيصالها إلى القوى السياسية هي تأكيده على جدية الدولة في قرار فض اعتصام رابعة العدوية والنهضة، ولكن الأمر يتطلب مهلة حتى انتهاء الشهر الكريم وروحانياته وإعطاء فرصة للمحاولات التي تتم حاليا لإقناع المعتصمين بفض اعتصامهم دون الدخول في مواجهات مع الدولة قد تقع على إثرها خسائر كبيرة.
وأكدت بعض القوى السياسية على ضرورة الإسراع في فض الاعتصام، ولكن بأقل خسائر ومنع أي مسيرات من شأنها تعطيل مصالح المواطنين، ومحاولة التضييق على الاعتصام في الأيام المقبلة، لإجبارهم على الرحيل ومنع دخول أي أسلحة لهم.

## أهم الدراسات حول اعتصام رابعة العدوية

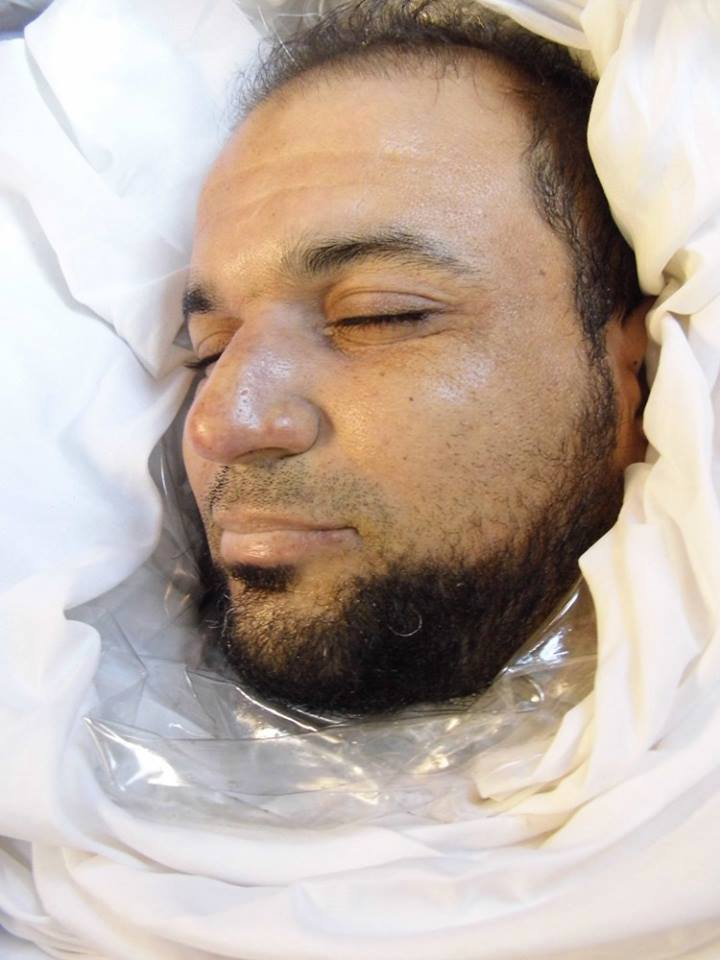
أحد ضحايا رابعة.

### مركز التنوع للدراسات
أكد الدكتور ياسر الغرباوى، مدير مركز التنوع للدراسات، على أن فض اعتصام رابعة العدوية بالقوة، سيولد موجات من الغضب، والتى ستمتد آثارها إلى خارج مصر.
وأضاف الغرباوي في تصريح خاص لمراسل الأناضول أن «هذه الآثار الكارثية ستعيد الأفكار الدموية المتشددة، لأن الإنسان مهما كان عاقلاً فإنه أمام ضغط الإعلام والإشاعات المتكررة والانسداد السياسي سيلجأ إلى الخيار الصفري فإما أن يقتل أو يُقتل».
ومركز التنوع للدراسات والاستشارات أنشئ عام 2008 م ومقره القاهرة للمساهمة في خروج مجتمعاتنا العربية والإسلامية من تحدى الفتنة والشقاق وعوامل الانهيار المجتمعي والسياسي.

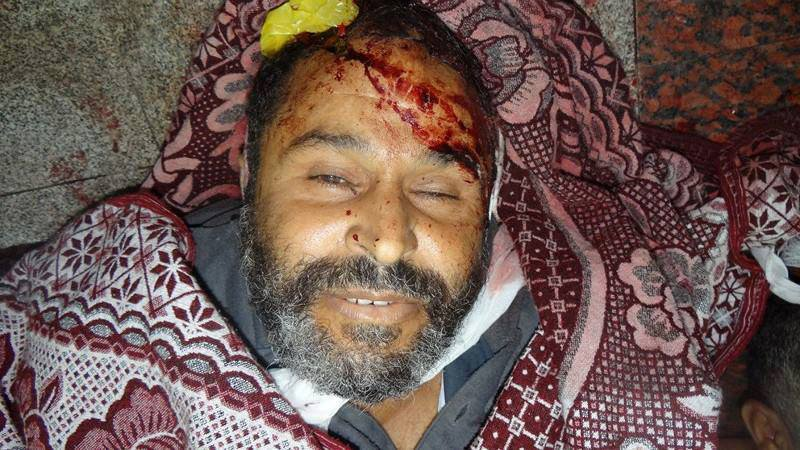
أحد ضحايا رابعة.

يشار إلى أن فريق من المركز قام مؤخرا بزيارة غير معلنه لميدان رابعة العدوية حيث تحرك الفريق في اتجاهات شتى في الميدان مرورًا بالخيام والطرق وأماكن الخدمات والمطابخ فلم يشاهد أي مظاهر تسلح تذكر بين المعتصمين، بحسب تقرير للوفد.
وخلص التقرير إلى مجموعة من التوصيات منها «ضرورة توفر حل سياسي للأزمة والتعامل مع اعتصام ميدان رابعة من خلال الفعل السياسي وليس الحل الأمني فقط»، بالإضافة إلى أن «فض الميدان بالقوة الخشنة متوقع أن يكون كارثيا وذلك لكثافة التواجد البشرى خصوصا النساء والأطفال وكبار السن».
كما أوصى التقرير بضرورة "وقف الخطاب التحريضي في الإعلام ضد المعتصمين في رابعة حتى يمكن فتح مسارات عودة آمنة للمعتصمين في الميدان[ ؟ ] إلى قراهم ومدنهم بشكل آمن".

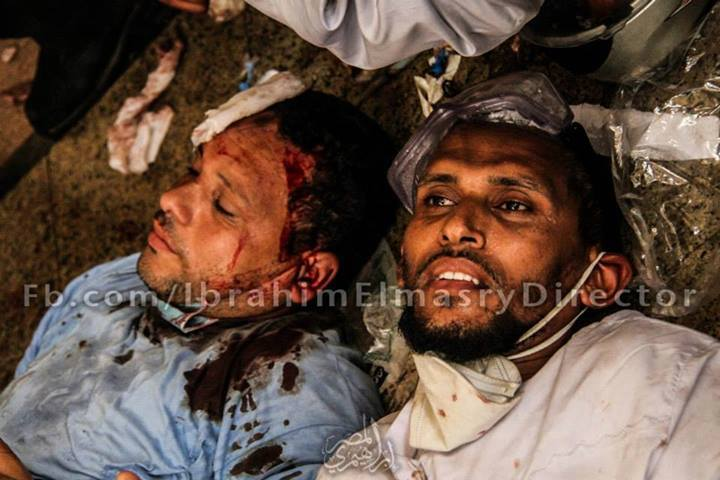
صور ضحايا مجزرة رابعة,

### المركز العربي للبحوث السياسية والاقتصادية
أكد الدكتور أحمد مطر، أن «اعتصام رابعة» ظاهرة غير مسبوقة في علم السلوك السياسي، وتستحق الدراسة والبحث العلمي المنهجى الدقيق.
وقال مطر، إن اعتصام رابعة العدوية يستحق الدراسة للإجابة علي سؤال هام ما هو السر الذي ينفرد به هذا الاعتصام ؟ ..وما هي دوافع ملايين المعتصمين التي تحفّزهم على البقاء 36 يوم متصلة .. في ظروف معيشية شديدة القسوة ؟ وبعد مجازر الحرس الجمهورى ومذابح المنصة التي استشهد فيها المئات ؟ وبعد تهديدات متتالية بفض الاعتصام بالقوة من عدة جهات ؟، مضيفا أن «اعتصام رابعة» يستحق التوثيق الإعلامى وأن يترجم إلى أفلام تسجيلية .

## نهاية اعتصام رابعة العدوية

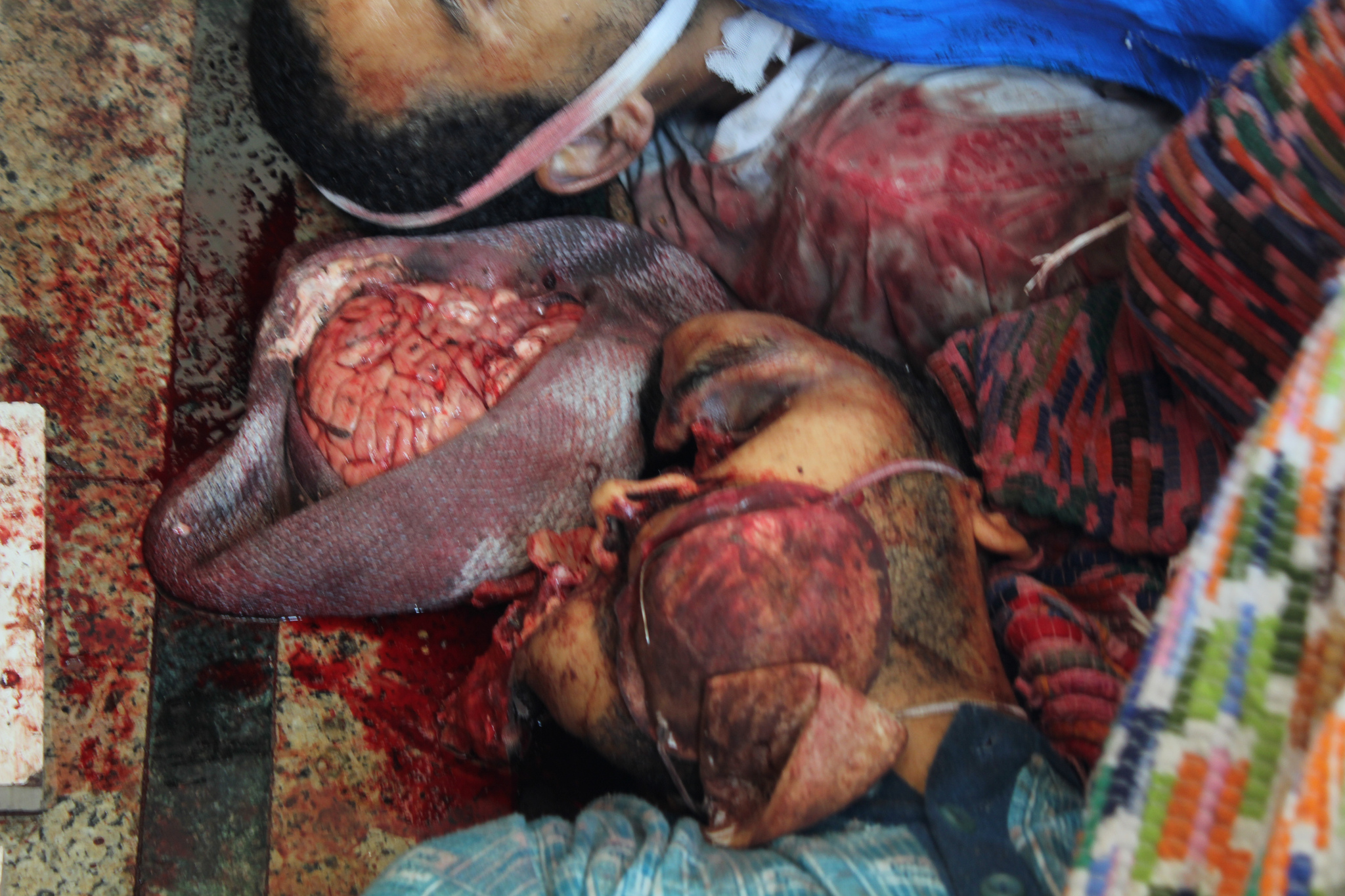
إحدي صور مجزرة رابعة يظهر متظاهر انفصل مخه عن رأسه.

في 14 أغسطس، 2013 قامت قوات الشرطة والجيش بالتحرك لفض اعتصامي المعارضين لعزل الرئيس محمد مرسي في ميدان رابعة العدوية وميدان النهضة، وجرى فض اعتصام ميدان النهضة في ساعة مبكرة من الصباح، ولكن قوات الأمن المصرية لم تتمكن من فض اعتصام رابعة العدوية قبل الساعة السادسة مساءً بتوقيت مصر، أوقعت هذه الأحداث أكثر من 817 قتيل ونحو 4000 مصاب من المعتصمين حسب منظمة هيومن رايتس ووتش. تذرعت قوات الأمن المصرية بحجة أن استخدام القوة القاتلة مع المعتصمين قد جاء بعد أن أسقط المعتصمين قتلي في صفوف الشرطة والجيش، في حين اتهم المعتصمون قوات الأمن بدس عناصر سرية منهم في وسط المتظاهرين وإطلاقهم الرصاص على بعض أفراد الأمن لافتعال معركة يمكن على إثرها سحق المعتصمين السلميين. وقعت أعمال عنف على إثر عملية فض اعتصام رابعة في العديد من المحافظات المصرية، كان أهمها قيام بعض من أطلق عليهم الإعلام المعارض للرئيس المعزول «مؤيدي محمد مرسي» بحرق 21 قسم شرطة و4 كنائس  وهي اتهامات لم يقدم عليها دليل لجهات التحقيق. وأعلنت الرئاسة حالة الطوارئ لمدة شهر وحظر التجول في عدة محافظات مصرية ابتداء من الساعة التاسعة مساء وحتى الساعة السادسة صباحاً.
أعتبرت منظمة «هيومن رايتس ووتش» فض اعتصام رابعة العدوية بأنها جريمة ضد الإنسانية وأكبر عمليات القتل الجماعي في تاريخ مصر الحديث، وواحد من أكبر عمليات قتل المتظاهرين في يوم واحد التي حصلت في التاريخ الحديث، وحسب المنظمة قد أطلقت الشرطة والجيش النار بشكل ممنهج وبإستخدام الذخيرة الحية على المحتجين المعارضين لعزل القوات المسلحة للرئيس محمد مرسي، وقال المدير التنفيذي للمنظمة، كينيث روث:

## وصلات خارجية
- بيان القيادة العامة للقوات المسلحة يوم 3 يوليو 2013.
- موسي: تناولت مع «البرادعى» طرق فض اعتصام رابعة العدوية.
- مكرم محمد أحمدتحديات فض اعتصام رابعة العدوية والنهضة.
- «تمرد» السويس تؤيد فض اعتصام رابعة العدوية.[وصلة مكسورة]
- استطلاع راى لمركز ابن خلدون
- بوابة الحرية والعدالة